# Турска еребија
Турска еребија (лат. Erebia ottomana) врста је лептира из породице шаренаца (лат. Nymphalidae). Спада у категорију угрожених и заштићених врста дневних лептира. У Црвеној је књизи Србије и заштићена је Законом о заштити природе.

## Опис врсте
Мали лептир чија су окца изражена само са горње стране. Доња страна задњих крила је препознатљиво плавичасто-сива, са израженим светлим појасом.

## Распрострањење и станиште
У Европи се јавља највише на балканском полуострву, а у Србији само на ливадама изнад шумског појаса. 

## Биљке хранитељке
Вијук (Festuca ovina) и друге траве.